# Turnix melanogaster
La quaglia tridattila pettonero (Turnix melanogaster (Gould, 1837)) è un uccello caradriiforme della famiglia dei Turnicidi.

## Distribuzione e habitat
Questo uccello vive in Australia, esclusivamente nel Nuovo Galles del Sud e nel Queensland.